# Tutkarz ogonkowiec
Tutkarz ogonkowiec (Neocoenorrhinus pauxillus) – gatunek chrząszcza z rodziny tutkarzowatych. Zamieszkuje palearktyczną Eurazję od Półwyspu Iberyjskiego po Azję Środkową i Iran. Żeruje na drzewach i krzewach z rodziny różowatych.

## Taksonomia
Gatunek ten opisany został po raz pierwszy w 1824 roku przez Ernsta Friedricha Germara pod nazwą Rhynchites pauxillus.

## Morfologia
Chrząszcz o krępym ciele długości od 2,1 do 3,3 mm. Ubarwienie wierzchu ciała ma od ciemnoniebieskiego do ciemnozielonego, zawsze z metalicznym połyskiem. Owłosienie ma ciemne, na pokrywach bardzo długie i półwzniesione.
Ryjek jest cienki, przed nasadą czułków silnie zagięty, u samca tak długi jak przedplecze, u samicy tak długi jak szerokość przedplecza. Głowa za oczami, silnie wypukłymi u samca i słabo wypukłymi u samicy, jest śladowo przewężona. Punktowanie głowy i przedplecza jest gęste, głębokie i tak samo duże. Pokrywy są krótkie, 1,7 raza szersze od przedplecza. Silnie rozwinięte rzędy pokryw rzeźbią głębokie punkty; dziewiąty rząd łączy się z dziesiątym pośrodku długości pokrywy. Znacznie węższe od rzędów, wypukłe międzyrzędy mają rozproszone i drobne punktowanie. 

## Ekologia i występowanie

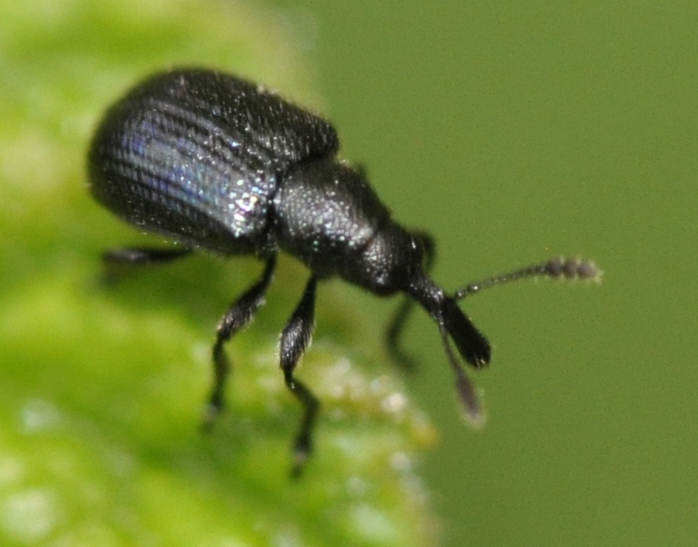
Imago na liściu

Owad ten zasiedla lasy, zarośla, polany, murawy kserotermiczne, sady, ogrody i parki. Owady dorosłe aktywne są od marca lub kwietnia do lipca. Są foliofagami żerującymi na liściach, kwiatach i pąkach drzew i krzewów z rodziny różowatych. Od początku do maja samice składają jaja do ogonków liściowych lub głównych żyłek liści. Do roślin pokarmowych larw należą głogi, grusze, irgi, jabłonie, jarzęby, pigwy, nieszpułki, róże, śliwy i wiśnie. Klucie larw następuje po około 5–8 dniach. Są one endofitofagami minującymi liście. Rozwój larwalny trwa około 4 tygodni. Wyrośnięta larwa schodzi do gleby i przepoczwarcza się na średniej głębokości 13 cm. Rozwój poczwarki zajmuje od 2 do 3 tygodni. Stadium zimującym jest owad dorosły.
Gatunek palearktyczny. W Europie znany jest z Hiszpanii, Wielkiej Brytanii, Francji, Belgii, Luksemburga, Holandii, Niemiec, Szwajcarii, Liechtensteinu, Austrii, Włoch, Danii, Szwecji, Estonii, Łotwy, Litwy, Polski, Czech, Słowacji, Węgier, Ukrainy, Mołdawii, Rumunii, Bułgarii, Słowenii, Chorwacji, Bośni i Hercegowiny, Serbii, Czarnogóry, Grecji oraz europejskich części Rosji i Turcji. W Azji zamieszkuje azjatycką część Turcji, Gruzję, Armenię, Azerbejdżan, Kazachstan oraz Iran. W Polsce jest owadem pospolitym na terenie całego kraju.